# Arroyo Pirarajá
El arroyo Pirarajá es un curso de agua uruguayo que atraviesa el departamento de Lavalleja, perteneciente a la Cuenca de la laguna Merín.
Nace en la Cuchilla de Palomeque, desemboca en el río Cebollatí tras recorrer alrededor de 38 km.
- Datos: Q703360